# الدوري الإسباني الدرجة الثانية ب 1985–86
الدوري الإسباني الدرجة الثانية بي 1985–86 (بالإسبانية: Segunda División B de España 1985-86)‏ هو موسم من الدوري الإسباني الدرجة الثانية بي. فاز فيه نادي فيغيراس ‏.